# Barbicambarus
Barbicambarus là một chi tôm càng nước ngọt được tìm thấy ở Tennessee và Kentucky tại Hoa Kỳ. 

## Các loài
Chi này được ghi nhận bao gồm hai loài:
- Barbicambarus cornutus (Faxon, 1884)
- Barbicambarus simmonsi Taylor & Schuster, 2010